# Aleksandr Bezymenskij
Aleksandr Iljitj Bezymenskij (ryska: Альександр Ильич Безыменский), född 1898, död 1973, var en rysk/sovjetisk proletärpoet.
Han blev 1916 medlem av bolsjevikpartiet och 1922 en av förgrundsfigurerna inom sovjetunionen. 1920 skrev han sin första versberättelse, Junyj proletarij ("Den unge arbetaren"), realistiskt skriven men med inslag av heroisk romantik från ryska inbördeskriget. Från 1922 skrev Bezymenskij poesi som hyllade den ryska revolutionen